# Кубок Європи з бігу на 10000 метрів 2025
Кубок Європи з бігу на 10000 метрів 2025 був проведений 24 травня у французькому містечку Пасе на місцевому стадіоні.
На Кубку було розіграно 4 комплекти нагород у особистому та командному заліку серед жінок та чоловіків у бігу на 10000 метрів.

## Призери

### Чоловіки
| Першість | Золото | Золото     | Срібло                                                                                             | Срібло      | Бронза | Бронза      |
| -------- | --- | ---------- | -------------------------------------------------------------------------------------------------- | ----------- | --- | ----------- |
| Особиста | Ефрем Гідей Ірландія                                                                                            | 27.40,47   | Валентин Гондуан Франція                                                                           | 27.41,95 SB | Фелікс Бур Франція                                                                                                 | 27.42,00 SB |
| Командна | ФранціяВалентин Гондуан (27.41,95) Фелікс Бур (27.42,00) Сімон Бедар (28.06,72) Баптіст Гійон Флор'ян ле Паллек | 1:23.30,67 | БельгіяСаймон Дебоньє (27.48,40) Клеман Дефляндр (28.30,91) Дор'ян Бульвен (28.32,04) Гійом Грімар | 1:24.51,35  | ІспаніяЕдуардо Меначо (28.05,33) Хуан Антоніо Перес (28.26,39) Хесус Рамос (28.26,89) Аарон лас Ерас Нассім Ассаус | 1:24.58,61  |

### Жінки
| Першість | Золото                                                                                          | Золото      | Срібло | Срібло      | Бронза | Бронза      |
| -------- | ----------------------------------------------------------------------------------------------- | ----------- | --- | ----------- | --- | ----------- |
| Особиста | Яна ван Лент Бельгія                                                                            | 31.32,28 PB | Алессія Зарбо Франція                                                                                              | 31.50,62 PB | Клое Ерб'є Бельгія                                                                                                 | 31.54,06 PB |
| Командна | БельгіяЯна ван Лент (31.32,28) Клое Ерб'є (31.54,06) Ханне Вербрюгген (32.35,78) Вікторія Варпі | 1:36.02,12  | ІталіяЕліза Пальмеро (32.05,95) Федеріка дель Буоно (32.12,72) Сара Нестола (32.21,65) Ребекка Лонедо Анна Арнаудо | 1:36.40,32  | ФранціяАлессія Зарбо (31.50,62) Селія Табе (32.55,15) Філіппін де ла Бінь (32.59,72) Коралін Маамурі Мелоді Жульєн | 1:37.40,49  |

## Медальний залік
До медального заліку включені нагороди за підсумками індивідуальної та командної першостей.
| Місце               | Країна              | Золото | Срібло | Бронза | Загалом |
| ------------------- | ------------------- | ------ | ------ | ------ | ------- |
| 1                   | Бельгія             | 2      | 1      | 1      | 4       |
| 2                   | Франція             | 1      | 2      | 2      | 5       |
| 3                   | Ірландія            | 1      | 0      | 0      | 1       |
| 4                   | Італія              | 0      | 1      | 0      | 1       |
| 5                   | Іспанія             | 0      | 0      | 1      | 1       |
| Загалом (5 збірних) | Загалом (5 збірних) | 4      | 4      | 4      | 12      |

## Відео
- Відеозвіт змагань на YouTube (англ.)

## Виступ українців
Україна була представлена на Кубку Європи жіночою командою у складі чотирьох спортсменок. 
| Місце           | Атлет | Результат |
| --------------- | ----- | --------- |
| не брали участі |       |           |

| Місце | Атлетка                           | Результат   |
| ----- | --------------------------------- | ----------- |
|       | Вікторія Калюжна Донецька область | 32.30,35 PB |
|       | Марія Мазуренко Київ              | 32.49,19 PB |
|       | Вікторія Шкурко Київська область  | 33.17,49    |
|       | Ольга Нижник Київ                 | 34.04,02    |